# HD 26676
HD 26676，又名BD+09 549，SAO 93821、HR 1307，是一颗恒星，视星等为6.23，位于銀經182.69，銀緯-28.42，其B1900.0坐标为赤經4h 8m 5.9s，赤緯+9° -28.42′ 28″。